# Forma Laguerre
En matemáticas, la forma Laguerre es una fórmula de cálculo tensorial presentada por el francés Edmond Laguerre (1834-1866). Generalmente es dada como una forma con valor-tensor del tercer grado, que se puede escribir como:
{\displaystyle {\mathfrak {L}}=(w^{1})^{2}Da_{11}+2w^{1}w^{2}Da_{12}+(w^{2})^{2}Da_{22}}.
De acuerdo a estos cálculos, es posible construir otras funciones que, como en el caso de una curvatura normal 1{\displaystyle \rho _{\eta }} y la torsión geodésica 1{\displaystyle \tau _{g}}, sean iguales para todas las curvas tangentes entre sí sobre un punto de la superficie. Sin embargo, ejemplos de formas semiclásicas que sean de tercer grado no están disponibles en la literatura, especialmente en un intervalo semi-infinito. Esta es una tarea desafiante ya que implica dos dificultades distintas asociadas con el dominio ilimitado y el operador de tercer orden.